# 苏树林
苏树林（1962年3月—），山东省东阿县刘集镇堤口村人，出生于黑龙江克东县双庆乡建设村。毕业于大庆石油学院（现东北石油大学）石油地质专业，哈尔滨工程大学管理学硕士，教授级高级工程师职称。中共第十六、十七届中央候补委员，第十八届中央委员。曾任中国石化集团总经理，中共福建省委副书记、福建省人民政府省长。2015年10月7日，因涉嫌严重违纪接受组织调查。他是十八大后落马的首位在任省长，2017年7月4日被双开。

## 早年经历
苏树林出生在黑龙江省克东县双庆乡建设村的一个普通农村家庭，他的父母有七个孩子，苏树林排行第三。苏树林家境贫寒，父亲在他14岁时病故，母亲独自抚养七个孩子成人。小学四年级的时候，苏树林每天起早去捡粪，为的是交给生产队挣几个工分。后来，全家人勒紧腰带供他上大学。他在学校经常是玉米面发糕就咸菜开水，填饱肚子就是最大满足。
1978年，苏树林高考落榜。之后，他在克东县永利小学做代课教师。仅仅工作两个月后，他听从了大哥苏树明的意见，回家专心复习准备高考。1979年9月，17岁的苏树林考入原大庆石油学院（现东北石油大学）石油地质专业学习。1983年7月毕业后，被分配到大庆油田工作。他从普通技术工人做起，历任大庆石油管理局采油九厂地质研究所副所长，副总地质师、高级工程师，大庆石油管理局副总地质师、采油四厂厂长。1996年3月，出任大庆石油管理局局长助理。

## 稳步晋升
在大庆工作期间，苏树林的表现受到时任中石油总公司副总经理、兼大庆石油管理局局长马富才的赏识，开始将其作为公司未来接班人重点培养。1997年，苏树林晋升大庆石油管理局常务副局长；1999年1月，升任局长；当年底，又出任中国石油天然气集团副总裁兼新成立的大庆油田有限责任公司董事長兼总经理（至2003年末），进入总部管理层。
在管理大庆油田期间，苏树林深知在没有替代产业形成前，石油企业都存在着“油竭企衰”的现实。他上任伊始就宣布大庆油田调低产能、保利润的策略。此时，他还在哈尔滨工程大学管理工程专业进修，并于1999年4月获管理学硕士学位。他与曾任塔里木油田公司总经理，后官至中国石油天然气集团公司总经理的廖永远（2015年3月被中纪委宣布调查）同岁，都属虎，业内将二人并称“东西二虎”，其中苏树林被称为“东北虎”。
2002年，苏树林出任中石油董事兼排名第一的高级副总裁，同时也是中石油集团的副总经理、党组成员，并在2002年11月当选为中共十六届中央候补委员。2006年9月，他转地方工作；出任中共辽宁省委常委兼组织部部长；是李克强的“副手”。2007年6月22日，前中国石油化工集团公司总经理、党组书记陈同海因涉嫌受贿指控而辞职下台。具有石油工作背景的苏树林被宣布为新任中石化集团总经理、党组书记。
2011年4月2日，中共中央决定，由苏树林接替黄小晶出任中共福建省委副书记；4月11日，福建省人大任命苏树林为福建省代省长。2011年7月21日，补选为福建省省长。

## 落马被查
2015年10月7日晚上，中央纪委监察部通报，福建省委副书记、省长苏树林涉嫌严重违纪，目前正接受组织调查。据媒体报道，2015年3月福建“首虎”、原副省长徐钢被查后，就有苏树林要出事的传闻。徐钢被查后，苏树林两次被中纪委约谈。2015年11月3日，福建省人大常委会接受苏树林辞去福建省人民政府省长以及第十二届全国人大代表职务的请求。
据港媒《争鸣》杂志报道，10月7日早晨8时，中纪委副书记赵洪祝和省纪委书记倪岳峰率领四名特警到苏树林寓所按门铃，稍等一刻无人开门，特警用工具破门而入。苏树林仿佛已知厄运降临，呆坐在客厅中。报导说，当中纪委宣布对其审查时，苏树林两次拿起笔签字时笔掉落在地上，第三次刚签好名，人突然瘫倒在地，后被特警扶着送往省军区医院救治。经诊断已无大碍后，当天下午乘军用专机被押赴北京。苏树林在第一次被提审时就称，这两年来度日如年，经常梦见自己被绑起来押上刑场，曾经几次策划出走，但是仍然全部落空。
据《新京报》报道，苏树林的违法违纪线索集中在其任职中石化期间，主要有两大方面：一是通过海外项目搞利益输送，主要集中在前几年中石化收购安哥拉油田；苏树林通过香港中国国际基金公司总裁徐京华在安哥拉收购油田，其中一些油田虚报产量，收购之时就成亏损之日。徐京华在非洲国家与中石化之间充当掮客，通过为中石化找项目，收购油田等方式，攫取中石化的利益。二是利用职务之便为亲属插手中石化的工程项目牟利，主要集中在为中石化海南洋浦成品油保税库项目。中石化内部人员消息称，初步查证，苏树林的妹妹（毕业于东北石油大学，在大庆油田上海某销售公司工作）在中石化上海工程有限公司已经获得洋浦油库项目总承包资格的情况下，强行插手，通过时任中石化（香港）有限公司总经理张国强（后来因为受贿60万等问题被香港判处7个月监禁，2015年刚从香港获释，一入境就被中纪委带走调查）向中石化上海工程有限公司施压，要求将该项目交给其利益关联企业茂名瑞派公司，导致该项目最终分为两个标段，分别由两家公司总承包。茂名瑞派公司后将其负责标段分包给中石化十建公司施工，十建公司又将工程层层分包，出现严重质量问题。中石化纪检部门介入调查后，中石化十建公司一中层干部在调查期间自杀。某位中石化的中层管理人员称，“这个事情在中石化内部影响很坏，一个项目硬生生被分成两半，分别交给两个公司总承包，这在中石化的工程项目当中鲜有先例。”此后就有人不断向上举报这种不正常的总承包方式。数年来关于洋浦油库工程的举报持续不断，有人将举报信直接寄到中纪委，成为苏树林落马的直接导火索。另据中石化内部人士透露，苏树林在中石化任职时到香港，仅吃饭一项就花去数十万元。他的妻子每次去香港消费都是中石化香港公司买单，有一次携带20多个名牌包过关时被查处，扔下包就往回跑，最后通过关系疏通才得以过境。
2017年7月4日，中央纪委通报苏树林严重违反政治纪律和政治规矩、组织纪律，打探巡视消息，在党内搞非组织活动，对抗组织审查，违规提拔身边工作人员；为了个人目的，置国家利益于不顾，无视组织原则，肆无忌惮地滥用职权、违规决策，造成国有资产巨额损失；严重违反廉洁纪律和中央八项规定精神，长期安排有关单位公款支付个人费用，公款接待亲友旅游，公车私用，利用职务影响帮助亲属低价购房。滥用职权造成国有资产巨额损失，涉嫌滥用职权犯罪；利用职务上的便利为他人谋取利益并收受巨额财物共计折合人民币3622萬餘元，涉嫌受贿犯罪。
苏树林身为中央委员，完全丧失理想信念，毫无党性原则和宗旨意识，私欲膨胀，胆大妄为，严重违反党的纪律，并涉嫌违法犯罪，性质和情节极其恶劣，严重损害国家利益，破坏了相关地方和单位的政治生态，社会影响极坏，应予严肃处理。经中央纪委常委会会议研究并报中央政治局会议审议，决定给予苏树林开除党籍、开除公职，移送司法机关。给予其开除党籍的处分，待召开中央委员会全体会议时予以追认。
2018年7月26日，上海市第二中级人民法院一审公开宣判中共福建省委原副书记、福建省人民政府原省长苏树林受贿、国有企业人员滥用职权案，决定判处苏树林有期徒刑十六年，并处罚金人民币三百万元。

## 重要事件
2002年，有数万下岗的大庆石油工人集会示威，就买断工龄的补偿金问题表示抗议；后政府出动大量警力，进行镇压。时任大庆油田有限责任公司董事長的苏树林，被指处理不当。
2003年12月23日22时40分，位于重庆开县高桥镇的中石油四川石油管理局川东钻探公司钻井二公司12队罗家16H矿井突然井喷。富含剧毒硫化氢的天然气喷涌而出，造成了243人死亡，2142人中毒住院，6.5万人紧急疏散。在当时，这是世界石油天然气开采史上伤亡最惨重的事故。受委派，时任中石油副总经理的苏树林，在事发23小时后，赶到现场进行处理。曾获中华铁人文学奖的张明功，在其长篇报告文学作品《普光九章》中《带血的进尺一米也不要》一节里详细记录苏树林在达州讲述的细节：苏树林给儿子苏道宁发了一条手机短信：“这是突发事件，我已到现场。400个大气压的天然气猛烈喷出，还含有硫化氢有毒气体。”现场十分危急，有人报告：天上飞的麻雀，地下跑的老鼠都有死亡！75名抢险队员严阵以待，准备压井。但现场情况不明，抢险队员不敢贸然行动。苏树林决定带领13人进入井场察看。太危险了！现场人员纷纷劝阻，其他干部表示自己先上，苏树林都没有答应。此时，有人报告，现场已死亡9人，还有20多人正在抢救。苏树林临出发前，又给儿子发了一条短信：“你要好好学习，照顾好妈妈！”儿子立即回复：“小心点。”在压井成功后，苏树林又给儿子发了一条短信：“亲爱的儿子，爸爸战胜了井喷，战胜了死亡！儿子你知道我当时发信息的含义吗？”儿子回复：“知道，你可能回不来了，只好我陪着妈妈。”这起特大事故导致2004年4月，国务院批准中石油集团总经理马富才引咎辞职。
随着苏树林的落马，他的一些劣迹被公布，《人民日报》指其“骂着贪官做贪官，假面太逼真”，指出这位曾在中央媒体上署名发表文章，批评周永康、令计划等腐败高官“全家腐”的高官，事实上正是“全家腐”的实践者。